# Videnskabelig realisme
 Der er for få eller ingen kildehenvisninger i denne artikel, hvilket er et problem. Du kan hjælpe ved at angive troværdige kilder til de påstande, som fremføres i artiklen.

Videnskabelig realisme er en epistemologisk teori der antager at den videnskabelige metode kan give os anvendelig viden om den fysiske verden, selvom det ikke er muligt at opnå positiv, objektiv viden. Viden om verden kan altså godt være gyldig og brugbar selvom der ikke kan gives positivt bevis at den er "sand". Videnskabelig realisme som standpunkt opstod som følge opgøret med den logiske positivisme, da post-moderne videnskabsfilosoffer argumenterede for at al viden er afhængig af teoretisk standpunkt. Videnskabelig realisme søger et kompromis der gør det muligt at have viden der tilnærmelsesvis repræsenterer den virkelige fysiske verden selvom den ikke udgør en perfekt representation af den.